# Второй всеказахский съезд

Второй всеказахский съезд (каз. Екінші жалпықазақ съезі, настоящее название «Второй Общекиргизский съезд», название «Второй всеказахский съезд» стало использоваться после 1936 года, когда было установлено современное русское наименование казахского этноса) — съезд казахской интеллигенции 5 (18) декабря —  13  (26)  декабря  1917 года в Оренбурге, на котором была провозглашена Алашская автономия.

## История
Присутствовали более 200 делегатов, представители газет «Сарыарка», «Уран», «Бирлик туы» (بىرلىك تۋى, «Знамя единства»), «Тіршілік» и различные организаций. В президиум съезда были избраны Б. Кулманов (председатель), А. Бокейханов, Х. Досмухамедов, А. Кенесарин, Т. Карашев. На съезде были приняты важные решения: об образовании Алашской автономии, Народного Совета Алашорды, создании уездных советов. Рассматривались аграрный, продовольственные вопросы, задачи образования, культуры, религии. Ж. Акпаевым было выдвинуто предложение создать отряды народной милиции. Было решено провести съезд казахов Сырдариинской области (по вопросам о присоединении к Туркестанской автономии) и делегировать на него Б. Кулманова, Т. Кунанбаева, М. Дулатова. Главной политической задачей съезда было создание на территории Казахстана Алашской Автономии, национальные вооружённые формирования (26,5 тыс. чел.) для борьбы с большевиками и объединить их с антисоветскими политическими силами.
Среди казахов единственным политическим оппонентом партии "Алаш" была партия "Уш Жуз", цели которой, как ни странно, мало чем отличались от целей партии Алаш, но Уш Жуз быстро вошла в число союзников большевиков, и выдвинула своих кандидатов в Учредительное Собрание в декабре 1917 года. Одним из этих кандидатов был Сакен Сейфуллин. Газета «Сары-Арка» опубликовала результаты этих выборов. В Петропавловском уезде за Алаш проголосовало 26 814 голосов, за Уш Жуз только 36. В Семипалатинском уезде Алаш получила 58 300, а Уш Жуз — только 1. В Омском уезде результаты были похожими — 16 200 за Алаш, и 300 — за Уш Жуз. После провала на выборах партия Уш Жуз провозгласила, что она принимает большевистскую программу. Она призвала казахов отвергнуть требование Алаш об автономии, не давать молодых людей в создаваемую Алаш милицию, не давать им ни копейки денег.
Для того, чтобы выработать программу действий в условиях, сложившихся после Октябрьской революции 1917 года, 5-13 декабря 1917 года в Оренбурге состоялся Второй Общекиргизский съезд (Общеказахский съезд). В его работе принимали участие делегаты со всего Туркестана: от образованной 1 июля 1917 года Букеевской губернии (бывшая Букеевская Орда), Уральской, Тургайской, Акмолинской, Семипалатинской, Семиреченской, Сырдарьинской областей, от киргизских уездов Ферганской, Самаркандской, Закаспийской областей, Амударьинского отдела и киргизских волостей Алтайской губернии (образована 17 июня 1917). Среди приглашенных был и премьер только созданной Кокандской автономии Мустафа Шокай. Организаторами его были Алихан Букейханов, Ахмет Байтурсынов, Миржакип Дулатов, а также И. Омаров, С. Кадырбаев, С. Дощанов. Председателем съезда был Б. Кулманов.
При открытии съезда делегаты выступили с сообщениями с мест, в которых говорилось в основном о том, что юг Туркестана охвачен голодом. Народ разрознен, местные власти не в силах навести порядок. Обсудив эти сообщения первым пунктом резолюции съезд призвал «народ к прекращению партийной борьбы и к единению».
На повестке дня были вынесены следующие вопросы:
1. отношение к автономиям Сибири, Туркестана и Юго-восточному союзу;
2. автономия областей;
3. милиция;
4. национальный совет;
5. образование;
6. национальный фонд;
7. муфтият;
8. народный суд;
9. аульное управление;
10. продовольственный вопрос.

Центральным вопросом на съезде стал вопрос о создании автономии. Доклад об автономии сделал А. Букейханов, его доклад и вопрос о казахской автономии были переданы на рассмотрение особой комиссии. От имени комиссии выступил X. Габбасов. После обсуждения доклада ввиду того, что

…в конце октября пало Временное правительство, Российская Республика лишилась власти, пользующейся доверием и моральным авторитетом, при отсутствии всякой власти в стране возможно возникновение гражданской войны, анархия волна за волной заметает большие города и деревни по всему государству, анархия растёт с каждым днём. Единственным выходом из создавшегося трудного положения является организация твёрдой власти, которую признало бы все население киргизских областей.

 съезд единогласно постановил образовать Автономию киргизских областей и присвоить ей имя «Алаш».
Был образован временный народный совет «Алаш-Орда» из 25 членов, 10 мест из которых предоставлялись русским и представителям других народов края. Местом пребывания Алаш-Орды был определён Семипалатинск, позднее получивший название Алаш-кала.
На должность главы правительства — Председателя Всекиргизского народного совета — был избран на альтернативной основе Алихан Букейханов (партия «Алаш»), кроме него, на этот пост претендовали Б. Кулманов и А. Турлубаев.
Съезд решил не признавать Советской власти. На съезде, проходившем в декабре 1917 года, было принято решение создать свою национальную армию для отпора в случае вступления на территорию киргизов будущей Красной Армии (которая ещё только должна была бы возникнуть в конце февраля 1918 года). Участники съезда считали, что Советская власть ни с какой точки зрения неприемлема для тогдашнего Киргизского края с его культурой, решено не допустить советскую систему управления на территории казахов, а в остальном не вмешиваться «в борьбу русских между собою». До созыва Учредительного Собрания и установления всероссийской общепризнанной власти предлагалось немедленно приступить к фактическому осуществлению автономного самоуправления киргизов, через созданный на том же съезде Всеказахский временный народный совет «Алаш-Орда».

## Выборочный именной указатель членов партии Алаш
участники второго Общеказахского съезда в Оренбурге 5-13 декабря 1917 года
| Википедия                            | Уикипедия                | Краткая информация |
| ------------------------------------ | ------------------------ | --- |
| * Адилов Абуали                      |                          | |
| * Алдияров Абубакир                  | * Әбубәкір Алдияров      | (1878(1881) — 1938), казахский общественный деятель, врач. |
| * Алимбеков Иман                     | *                        | |
| * Аманжолов, Садык                   | * Садық Аманжолов        | (1885—1941), казахский общественный деятель, юрист. |
| * Байгорин Алжан                     | *                        | |
| * Байтурсынов Ахмет                  | * Ахмет Байтұрсынұлы     | (1872—1937), казахский общественный и государственный деятель, просветитель, ученый-лингвист, литературовед, тюрколог, переводчик. |
| Бердалин Кабыш (Абдулжапар)          |                          | (1868—1935), казахский государственный, общественный, религиозный деятель, известный акын, волостной волости Кара-Оба. Председатель Павлодарского уездного Комитета «Алаш-Орда». Вместе с Ахметоллой Барлыбаевым был делегатом от Павлодарского уезда на II Общеказахском съезде «Алаш» в г. Оренбурге 5 — 13.12.1917 г. |
| * Беремжанов, Газымбек Кургамбекович | *                        | |
| * Боштаев Мукыш                      | * Мұқыш Боштаев          | (1897—1921), казахский общественный деятель, юрист. |
| * Букейханов, Алихан                 | * Әлихан Бөкейхан        | (1866—1937) — казахский общественный деятель, преподаватель, журналист, этнограф. |
| * Габбасов, Халел Ахметжанулы        | * Халел Ғаббасов         | (1888—1931) — казахский общественный деятель, журналист, физик-математик. |
| * Есполов Мырзагали                  | * Мырзағазы Есполов      | |
| * Досмухамедов Жанша                 | * Жанша Досмұхамедов     | |
| * Досмухамедов Халел                 | * Халел Досмұхамедов     | |
| * Джансугуров, Ильяс                 | * Ілияс Жансүгіров       | (1894—1938) — казахский советский поэт, классик казахской литературы. Первый председатель Союза писателей Казахстана (1934—1936). |
| * Дулатов, Миржакип                  | * Міржақып Дулатұлы      | (1885—1935) — казахский поэт, писатель, один из лидеров правительства «Алаш-Орды» и национально-освободительного движения Казахстана. |
| * Жайнаков Ибрагим                   | *                        | Переводчик областного военного губернатора |
| * Сеилбек Жанайдаров                 | * Сейілбек Жанайдаров    | |
| * Жаманмурынов Тель                  | * Тел Жаманмұрынов       | (1888—1938) — казахский общественный деятель, сельхозник |
| * Жумабаев Магжан                    | * Мағжан Жұмабай         | (1893—1938) — казахский советский писатель, публицист, педагог, один из основателей новой казахской литературы |
| * Итбаев Ережеп                      | * Ережеп Итбаев          | |
| * Ипмагамбетов Нургали               | * Нұрғали Ипмағамбетов   | (1883—1922) — делегат II Всероссийского съезда крестьянских депутатов, депутат Уральского областного Совета, военный хирург. |
| * Кальменев Алпыспай                 | * Алпысбай Қалменов      | (1869—1937) — депутат Государственной думы I созыва от Уральской области. |
| * Кенжин, Асфендияр                  | * Аспандияр Кенжин       | |
| * Кенесарин Азимхан                  | *Кенесарыулы Азимхан?    | потомок Кенесары Касымова? |
| * Кусепкалиев Даулетше               | *                        | |
| * Маметов, Базарбай                  | *                        | |
| * Марсеков Раимжан                   | * Райымжан Мәрсеков      | (1877—1937) — казахский общественный деятель, юрист, адвокат, преподаватель, председатель Семипалатинской Земской управы (1918—1919) |
| * Сабатаев, Сатылган                 | * Сатылған Сабатаев      | (1874—1921) — общественный деятель, агроном, востоковед, переводчик. |
| * Сатбаев Ибрагим                    | *                        | |
| * Сейдалин Алмуханбет                | *                        | |
| * Сейдалин Кырымкерей                | *                        | |
| * Сейдалин Тлеумуханбет              | *                        | |
| * Сеитов Асылбек                     | *                        | |
| * Омаров Елдес                       | * Елдес Омаров           | |
| * Танашев Уалитхан                   | * Уәлитхан Танашев       | |
| * Тохтамышев Хамит                   | * Хамит Тоқтамышев       | |
| * Турлыбаев, Айдархан                | * Айдархан Тұрлыбаев     | |
| * Тынышпаев Мухамеджан               | * Мұхаметжан Тынышбайұлы | (1879—1937) — казахский общественный деятель, депутат Второй Государственной Думы России, премьер-министр Туркестанской автономии, член «Алаш Орды», первый казахский инженер-путеец, активный участник проектирования и строительства Туркестано-Сибирской магистрали.                                                  |
| * Узакбаев Абдолла                   | *                        | |
| * Шокай Мустафа                      | * Мұстафа Шоқай          | (1890—1941) — казахский общественный и политический деятель, публицист, идеолог борьбы за свободу и независимость Единого Туркестана. |
| * Шонанов Телжан                     | * Шонанов Телжан         | |